# Altfriedland
Altfriedland ist ein Ort im Landkreis Märkisch-Oderland in Brandenburg und gehört seit dem 1. Mai 1998 zur Gemeinde Neuhardenberg.

## Geographie

### Geographische Lage
Der Ort liegt am Rande des Oderbruchs auf einer schmalen Landzunge zwischen dem Klostersee und Kietzer See an der nordöstlichen Grenze des Naturparkes Märkische Schweiz.

## Geschichte
Altfriedland wird 1271 erstmals urkundlich als Vredelant erwähnt als Zisterzienser ein Nonnenkloster einrichteten. Ihm gehörten bis zu zehn umliegende Dörfer. Das Kloster wurde 1546 durch die Säkularisation aufgelöst. Aus dem Klosterbesitz wurde das Amt Friedland gebildet. Als typisches Straßendorf nimmt der wirtschaftliche Aufschwung schon im Mittelalter großen Anteil an der Entwicklung des Ortes. Später um einen Rittersitz erweitert erhielt Altfriedland das Stadtrecht, das ihm aber 1565 wieder aberkannt wurde. Als Dank für seinen Anteil am Sieg in der Schlacht von Torgau wurde Hans Sigismund von Lestwitz 1763 mit dem Amt Friedland belehnt und 1769 beschenkt. Der Ort erhielt 1845 den Namen Altfriedland, weil im benachbarten Oderbruch 1802 die Kolonie Neufriedland gegründet wurde. Unter Henriette Charlotte von Itzenplitz wurden Anfang des 19. Jahrhunderts die Friedländischen Güter durch den Einfluss von Albrecht Daniel Thaer (1752–1828) zu Musterwirtschaften entwickelt. Nach dem zu jener Zeit erstmals publizierten Generaladressbuch der Rittergutsbesitzer gehörten dem Grafen Heinrich Friedrich von Itzenplitz Alt-Friedland mit Horst 1981 ha und in Pritzhagen nochmal 668 ha Land.
Dann ging der Besitz an die Familie von Oppen über, denn Marie von Itzenplitz heiratete den General Karl von Oppen und brachte somit das Gut mit in die Familie. Das Rittergut Altfriedland mit Metzdorf hatte Anfang der 1920er Jahre eine Gesamtgröße von 1711 Hektar. Letzter Grundbesitzer vor der Bodenreform 1945 am Ort war Karl August von Oppen-Altfriedland (* 1901; † 1974), verheiratet mit Sophie von Maltzan Freiin von Wartenberg und Penzlin.
An den historischen Kietz Altfriedland erinnert das alljährliche Altfriedländer Fischerfest mit dem traditionellen Fischerumzug am ersten Augustwochenende.

### Eingemeindungen
Zu Altfriedland gehören die Ortsteile Gottesgabe, Karlsdorf und Neufriedland.

### Einwohnerentwicklung
| Jahr          | 1875 | 1890 | 1910 | 1925 | 1933 | 1946 | 1993 | 1997 | 2006 |
| Einwohnerzahl | 1190 | 1048 | 712  | 782  | 761  | 804  | 419  | 401  | 212  |

## Kultur und Sehenswürdigkeiten

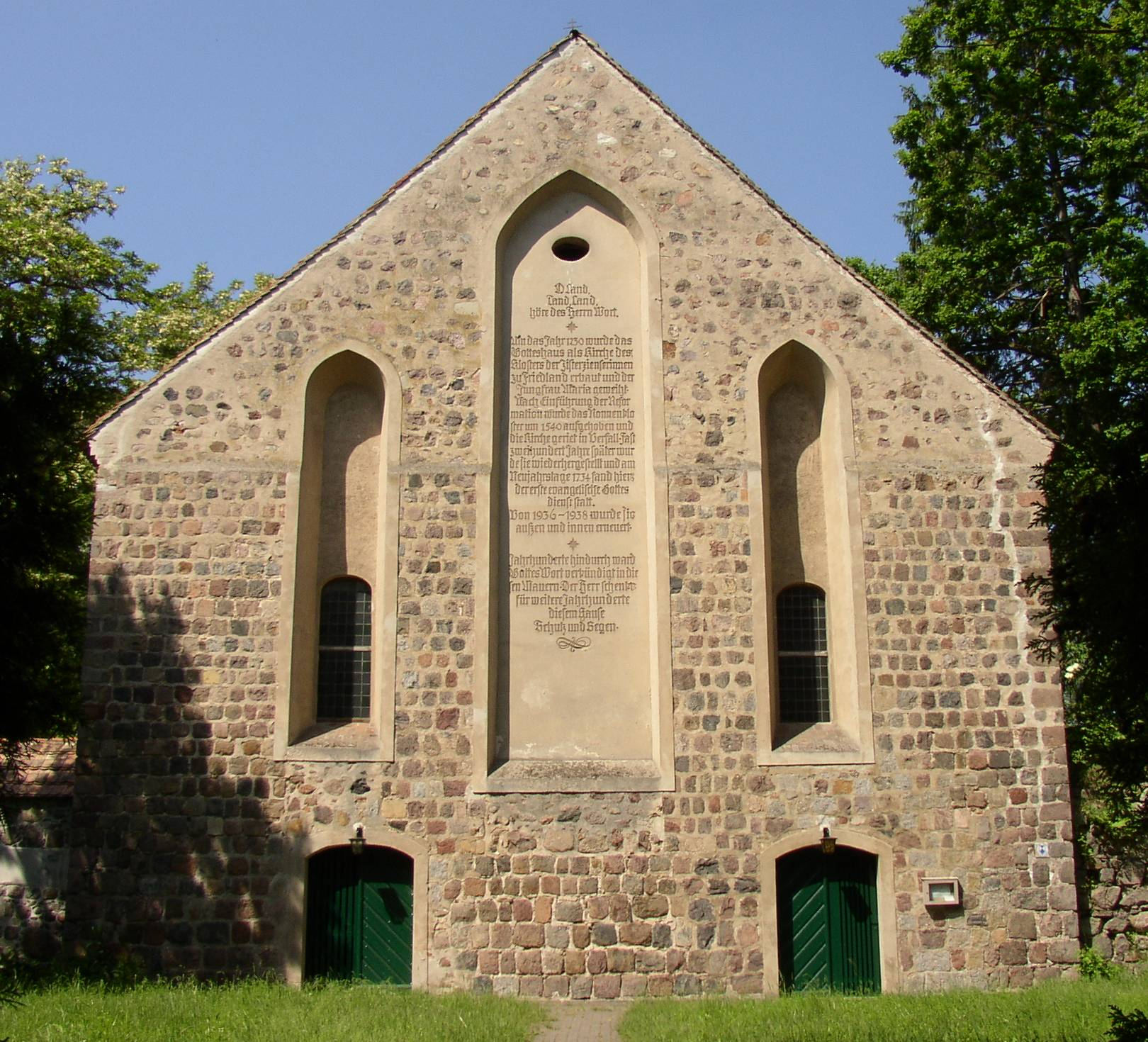
Klosterkirche des Zisterzienserinnen-Kloster in Altfriedland

In der Liste der Baudenkmale in Neuhardenberg finden sich die in der Denkmalliste des Landes Brandenburgs eingetragenen Baudenkmale des Ortes Altfriedland. Dazu gehören:
- die Gutsanlage mit Gutshaus, Röbelschem Haus, Scheune und Gutspark
- auf dem Friedhof die Grabstätte der Luise von Oppen, geb. Gräfin von Itzenplitz
- Zisterzienserinnen-Kloster Friedland: die Klosterkirche mit Refektorium und Klostergarten
- das Pfarrhaus von Altfriedland, gebaut 1633

Alljährlich in den Sommermonaten organisiert der Kulturförderverein Kloster Altfriedland das Klosterfestival, bei dem in der Klosterkirche und im Refektorium Konzerte und weitere kulturelle Veranstaltungen stattfinden.
Weitere Sehenswürdigkeiten:
- Fischteiche im Europäischen Vogelschutzgebiet (SPA) Altfriedländer Teich- und Seengebiet mit Vogelbeobachtungsturm am Stobber
- Nonneneiche gegenüber der Kirche mit einem BHU von 7,91 m (2016).[6]

## Persönlichkeiten

### Söhne und Töchter des Ortes
- Ruth Wendland (1913–1977), Pastorin, Gerechte unter den Völkern

### Mit Altfriedland verbunden
- Heinrich von Oppen (1869–1925), Verwaltungsbeamter, Rittergutsbesitzer und Parlamentarier, lebte und starb in Altfriedland